# Igor Cassina
Igor Cassina (Seregno, Italia, 15 de agosto de 1977) es un gimnasta artístico italiano retirado, campeón olímpico en el ejercicio de barra en 2004, y subcampeón del mundo en 2003 en el mismo ejercicio.

## Carrera deportiva
En el Mundial de Anaheim (Estados Unidos) de 2003 gana una medalla de plata en la prueba de barra fija, quedando tras el japonés Takehiro Kashima.
En los JJ.OO. celebrado en Atenas en 2004 logra la medalla de oro en la barra fija, por delante del estadounidense Paul Hamm y el japonés Isao Yoneda.
En el Mundial celebrado en Londres en 2009 consigue el bronce en barra fija, tras el chino Zou Kai y el holandés Epke Zonderland.